# Хюъл Хаузър
Хюъл Бърнли Хаузър (на английски: Huell Burnley Howser) e американски комик от албански произход.

## Филмография
| Година | Филм     | Роля   | Бележки |
| ------ | -------- | ------ | ------- |
| 2011   | Мечо пух | Бексън |         |